# American Horse
American Horse (Lakota: Wašíčuŋ Tȟašúŋke), também conhecido como American Horse, o Jovem (Dakota do Sul, 1840 – Dakota do Sul, 16 de dezembro de 1908) foi um chefe tribal Oglala Lakota, estadista, educador e historiador. American Horse é notável na história americana como um Escoteiro do Exército dos EUA e um líder progressista Oglala Lakota que promoveu associações amistosas com os brancos e educação para seu povo.
American Horse se opôs ao líder militar Crazy Horse durante a Grande Guerra Sioux de 1876–1877 e a Dança dos Fantasmas de 1890, e foi um delegado Lakota em Washington. American Horse foi um dos primeiros Wild Westers com Buffalo Bill's Wild West e um defensor da Carlisle Indian Industrial School. Seu histórico como conselheiro de seu povo e sua política na nova situação que o confrontava era viril e consistente e ele era conhecido por sua eloqüência.

## Primeiros anos

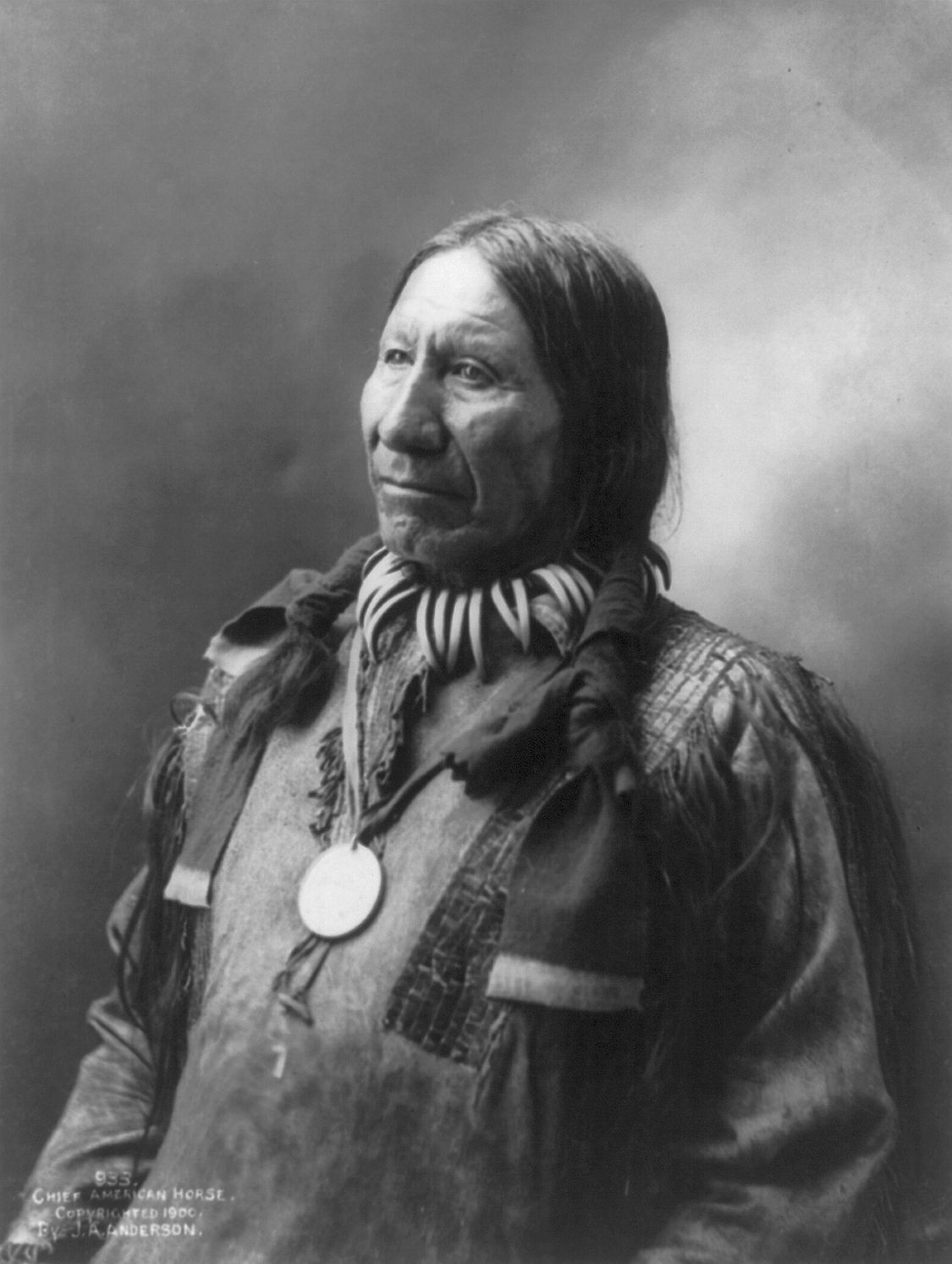
"O histórico de American Horse como conselheiro de seu povo e sua política na nova situação que os confrontou foi viril e consistente e ele era conhecido por sua eloquência."

American Horse foi inicialmente conhecido como Manishnee (Cannot Walk ou Played Out) e seu apelido era Spider. Quando nasceu, seu velho avô disse: "Coloque-o no sol! Deixe-o pedir ao seu bisavô, o Sol, o sangue quente de um guerreiro! E ele tinha sangue quente." Seu pai Sitting-Bear, o líder dos True Oglalas, foi morto em batalha quando ele ainda era muito jovem e foi criado por um tio. Quando jovem, American Horse participou de grupos de guerra contra os Crow e Shoshones.
American Horse tinha cerca de dez anos quando foi atacado por três guerreiros Crow, enquanto dirigia um rebanho de pôneis para a água. Aqui ele exibiu astúcia e iniciativa nativas. Parecia que ele mal tinha chance de escapar, pois o inimigo estava próximo. Ele gritou freneticamente para os pôneis levá-los para casa, enquanto ele caiu em um matagal de salgueiros e se escondeu lá. Uma parte do rebanho foi apanhada à vista do acampamento e houve uma contra perseguição, mas os Corvos fugiram com os pôneis. Claro, sua mãe estava desesperada, acreditando que seu filho havia sido morto ou capturado. Mas depois que a empolgação acabou, ele apareceu no acampamento ileso. Quando questionado sobre sua fuga, ele comentou: "Eu sabia que eles não perderiam tempo caçando animais pequenos quando havia muito maior por perto."
Um dia, um pequeno grupo da tribo Shoshone foi descoberto por perto. No meio da empolgação e dos preparativos para o ataque, o jovem American House avistou um cervo gordo de rabo preto próximo. Incapaz de resistir à tentação, ele puxou uma flecha de sua aljava e a atirou no coração do cervo. Então, com vários de seus companheiros famintos, saltou sobre o corpo ainda trêmulo do animal para cortar o fígado que, às vezes, era comido cru. Um dos homens foi supostamente derrubado pelo último chute do cervo moribundo, mas os guerreiros engoliram alguns goles de fígado antes de avançar e derrotar seus inimigos. Ainda é contado como American Horse matou caça e festejou entre a emboscada e o ataque.

## Escoteiro do Exército dos EUA
No início da década de 1870, American Horse mudou-se para a Agência Red Cloud. Ele se aliou ao povo Wagluhe em Fort Robinson e tornou-se genro do chefe Red Cloud. American Horse logo se alistou como Escoteiro do Exército dos EUA, e os militares fizeram muito uso dele para manter os jovens bravos quietos e recrutar novos batedores.

## Assassinato de Sioux Jim
Em 31 de agosto de 1876, cerca de um mês após a Batalha de Little Big Horn, American Horse atirou e matou Sioux Jim. O coronel Ranald S. Mackenzie, que acabara de chegar a Camp Robinson, recebeu a notícia de que Sioux Jim estava na aldeia Wagluhe ou Loafer, liderada pelo chefe Blue Horse. No início da manhã, o major Gordan liderou quatro companhias de cavalaria até a aldeia, que contava com cerca de 50 alojamentos perto da agência, para prender Sioux Jim. Sioux Jim não foi encontrado, mas Gordan capturou a esposa de Sioux Jim e um de seus filhos, e eles foram levados de volta para Camp Robinson e colocados na guarita. O chefe Blue Horse foi preso por um curto período de tempo por não seguir a ordem de Mackenzie de relatar indígenas "hostis" do norte entrando furtivamente em sua aldeia Waghule. "Pouco depois que as tropas partiram, Sioux Jim voltou para a aldeia onde American Horse tentou prendê-lo. No processo, American Horse atirou e matou Sioux Jim. A data da morte de Sioux Jim consta dos relatórios de Mackenzie ao general Crook e ao general Sheridan, ambos datados de 2 de setembro de 1876."

## Adoção do nome American Horse

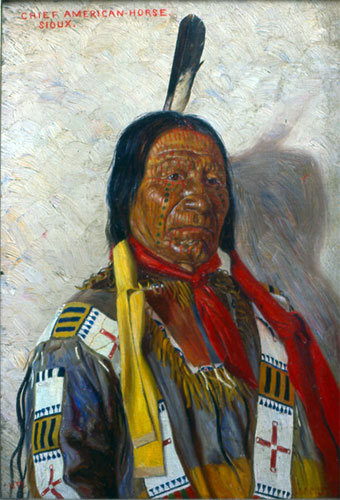
Pintura de American Horse por Elbridge Ayer Burbank, 1899

Há dois chefes Oglala Lakota nomeados American Horse notáveis na história americana. O historiador George E. Hyde os distinguiu referindo-se ao chefe "American Horse, o Velho" como filho do chefe Smoke, o Velho, e primo de Red Cloud, e chefe "American Horse, o Jovem" como filho de Sitting Bear e genro de Red Cloud.
American Horse, o Velho (Wašíčuŋ Tȟašúŋke; 1830 – 9 de setembro de 1876) é conhecido como um grande guerreiro por sua liderança, coragem e honra espartana. American Horse, o Velho é notável na história americana como um dos principais chefes de guerra aliados a Crazy Horse durante a Guerra de Red  e a Batalha de Little Bighorn durante a Grande Guerra Sioux de 1876–1877. O chefe American Horse, o Velho era filho do velho chefe Smoke, um chefe Oglala Lakota e um dos últimos grandes usuários de camisas, "Ogle Tanka Un", uma sociedade Lakota de "chefe guerreiro" de grande prestígio. Ele foi signatário do Tratado de Fort Laramie de 1868, junto com os chefes Red Cloud e Blue Horse, seus irmãos. Mais ou menos um mês após o Tratado de 1868, American Horse, o Velho foi escolhido como líderes comunitários Shirt Wearer junto com Crazy Horse, Young Man Afraid of His Horses e Man That Owns a Sword. Em 9 de setembro de 1876, American Horse, o Velho foi mortalmente ferido na Batalha de Slim Buttes lutando para proteger sua família e defendendo-se contra a invasão branca de "Paha Sapa" Black Hills.
American Horse, o Jovem ganhou destaque durante a turbulência da Grande Guerra Sioux de 1876–1877. Após a notícia da morte do chefe American Horse, o Velho, na Batalha de Slim Buttes, Manishnee (Não consegue andar ou Desistiu) aproveitou a oportunidade e assumiu o nome de "American Horse". American Horse, o Jovem não era parente de American Horse, o Velho, filho do Old Chief Smoke. Ele era filho de Sitting Bear, líder dos True Oglalas, um membro da tribo de Oglala que era opositor ao povo Smoke. Em 1890, American Horse, o Jovem disse para Charles Eastman que ele sucedeu ao nome e posição de seu tio American Horse, o Velho, que foi morto em Sim Buttes em 1876. Mais tarde, American Horse, o Jovem afirmou que American Horse, o Velho não foi morto em Slim Buttes, mas sim um chefe menor Iron Plume ou Iron Shield. Ele também afirmou que matou pessoalmente o capitão William J. Fetterman com seu clube de guerra na luta de Fetterman durante a guerra de Nuvem Vermelha. Como resultado, as identidades e relatos do American Horse, o Velho e do American Horse, o Jovem foram misturados por alguns historiadores. Assim como seu grande amigo Cavalo Louco, não há fotografias ou desenhos conhecidos do chefe American Horse, o Velho.

## Assassinato de Crazy Horse

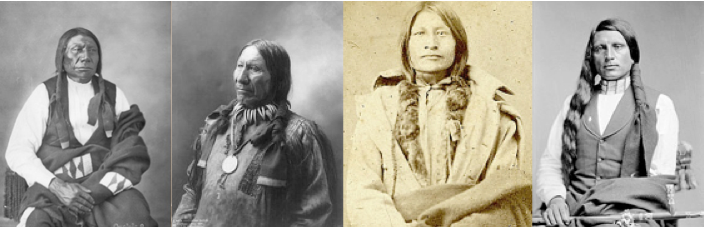
Líderes Wagluhe após a Batalha de Little Big Horn (da esquerda para a direita): Blue Horse, American Horse, Three Bears e Red Shirt.

Em 6 de maio de 1877, Crazy Horse se entregou em Fort Robinson. Nos quatro meses seguintes, Crazy Horse residiu em sua aldeia perto da Agência Red Cloud. American Horse e outros líderes oglalas acreditavam que Crazy Horse era uma ameaça à ordem, e ele deixou bem claro que odiava os brancos e pretendia tentar retornar à sua antiga vida selvagem no norte na primeira oportunidade. Preocupados com o fato de que mais resistência comprometeria as negociações de paz a serem realizadas em Washington, DC, os líderes oglala discutiram como "acalmar" Crazy Horse e "trazê-lo para um estado de espírito melhor". Mas Crazy Horse se recusou a se encontrar com eles. Rumores sobre o desejo de Crazy Horse de escapar e retornar aos velhos modos de vida começaram a se espalhar nas agências Red Cloud e Spotted Tail. Ouvindo que os negócios em Red Cloud estavam chegando a uma crise, o Gen. Crook correu para Fort Robinson. Crook acreditava que uma entrevista pessoal com Crazy Horse amenizaria a situação e partiu para o acampamento de Crazy Horse. No entanto, ele foi parado por Woman's Dress, que trazia uma mensagem dos chefes da agência avisando Crook de que Crazy Horse havia declarado sua intenção de matá-lo no próximo conselho se o general não atendesse às suas exigências. Crook estava convencido de que Crazy Horse falava sério e voltou a Camp Robinson enviando uma mensagem para os chefes irem lá para o conselho. Crazy Horse ignorou a convocação. Os chefes disseram ao Gen. Crook que eles não aprovavam a conduta de Crazy Horse e estavam prontos para seguir o exemplo do general. Ele disse que eles deveriam provar sua lealdade prendendo Crazy Horse. Eles então consultaram e informaram a Crook que estavam dispostos a agir, mas que Crazy Horse era um homem desesperado e alguns acharam que seria melhor matá-lo. Crook objetou e disse que seria assassinato. Finalmente foi alcançado um acordo pelo qual American Horse, Red Cloud, Little Wound e Young Man Afraid of His Horse concordaram em marchar com os soldados com ordens de prender Crazy Horse.
Na manhã de 4 de setembro de 1877, oito companhias da Terceira Cavalaria e quatrocentos indígenas amigos avançaram contra a aldeia de Cavalo Louco, apenas para descobrir que ela havia se espalhado durante a noite. Crazy Horse quase escapou sozinho, mas logo se voltou para a vizinha Spotted Tail Agency com sua esposa doente, onde foi preso por indígenas no local. Na manhã de 5 de setembro de 1877, Crazy Horse e o tenente Jesse M. Lee, o agente indiano em Spotted Tail, partiram para Fort Robinson. Chegando naquela noite, o tenente Lee foi informado de que deveria entregar Crazy Horse ao capitão James Kennington, que acompanhou Crazy Horse até a guarita do posto. Uma vez lá dentro, Crazy Horse lutou com o guarda e o Little Big Man e tentou escapar. Do lado de fora da porta, Crazy Horse foi esfaqueado com uma baioneta por um dos membros da guarda. Ele foi levado ao escritório do ajudante, onde foi atendido pelo cirurgião assistente do posto, Dr. Valentine McGillycuddy, e morreu tarde naquela noite.

## A tribo indígena Wagluhe

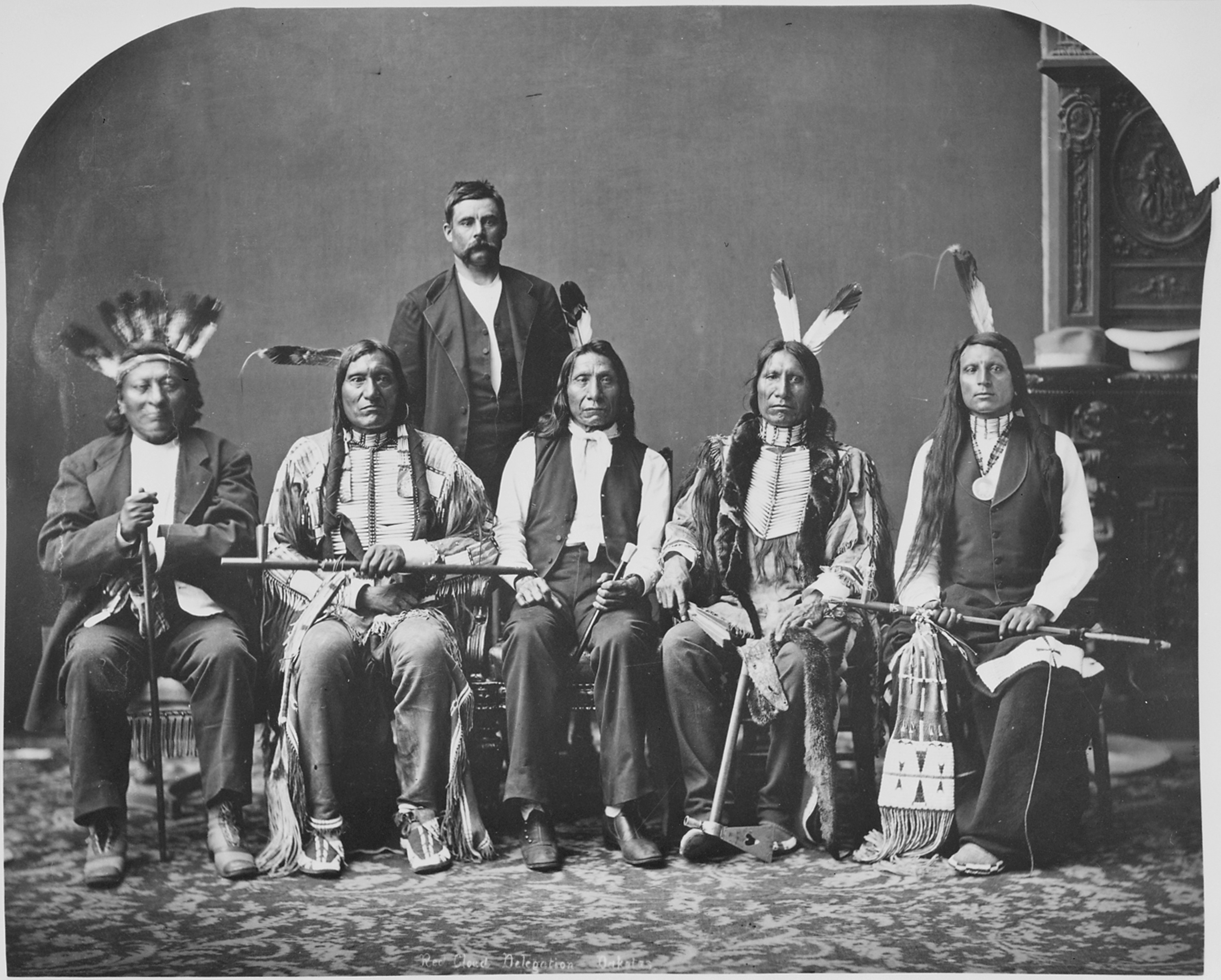
Delegação dos povos Dakota para Washington, DC (da esquerda para a direita): Red Dog, Little Wound, John Bridgeman (intérprete), Red Cloud, American Horse e Red Shirt. junho de 1880

Wagluhe é uma das sete tribos indígenas de Oglala Lakota. A Tribo Wagluhe também é conhecida como Tribo Loafer. As sete Tribos dos Oglala Lakota são compostas por Wagluhe (Loafers), Ite Sica (Bad Face), Oyukpe (Broken Off), Wazaza (Shred Into Strips), Tapisleca (Split Liver), Payabaya (Shove Aside) e Kiyaksa (Little Wound). Smoke, o Velho era um chefe Oglala Lakota e um dos últimos grandes membros Sioux, uma sociedade guerreira Lakota de grande prestígio. Intitulado "Smoke People", foi uma das famílias Lakota mais notáveis dos séculos XVIII e XIX. O velho chefe Smocke foi um dos primeiros chefes Lakota a apreciar o poder dos brancos e a necessidade de associação. Em 1849, Ele mudou seu acampamento de Wagluhe para Ft. Laramie, no estado de Wyoming, quando o Exército dos EUA forneceu, pela primeira vez, o antigo posto comercial para proteger e abastecer vagões de migrantes brancos ao longo da Trilha do Oregon. Famílias Lakota de outros acampamentos que preferiam a segurança de Ft. Laramie se juntou ao acampamento de Smoke. O velho chefe Smoke estava ciente do poder dos brancos, de seu número esmagador e da futilidade da guerra. Ele observou e aprendeu os costumes dos brancos. No final da década de 1850, alguns Lakota dos acampamentos selvagens de caça ao búfalo começaram a menosprezar o acampamento do Velho Chefe Smoke em Fort. Laramie e chamam a comunidade do chefe Smoke, o Velho de Wagluhe (loafers), significando que eles eram como homens que viviam com os parentes de suas esposas, ou seja, como parasitas. Por outro lado, alguns Wagluhe pensavam nos Lakota na selva como caipiras do condado. Durante o conflito crescente da década de 1860, o Ft. Laramie assumiu uma postura militar e foi o principal palco para o Exército dos EUA durante a Guerra da Nuvem Vermelha. Em 1864, Old Chief Smoke morreu e foi colocado em um andaime próximo à vista de seu Ft. Laramie e substituído pelo Chefe Big Mouth.

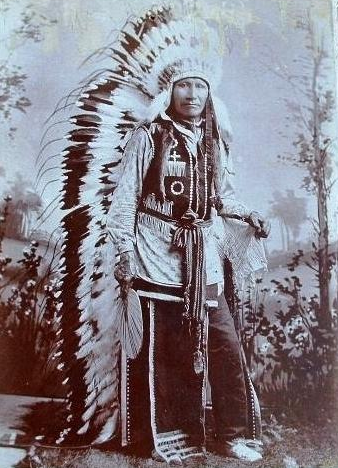
Chief American Horse foi um dos primeiros registros notáveis de Wild Westers junto com Buffalo Bill Cody. Em 1886, American Horse substituiu Sitting Bull como atração principal indiana nas temporadas de 1886-87

Os Wagluhe estavam cientes do poder dos brancos, de seu número esmagador e da futilidade da guerra. Tradicionalmente, na guerra intertribal, uma luta entre cinquenta guerreiros em que dois homens foram mortos era considerada uma grande luta. O Wagluhe em Ft. Laramie ouviu falar das 50 mil baixas da batalha de três dias em Gettysburg em julho de 1863 e sabia o que os homens brancos queriam dizer quando falavam de batalha. O Wagluhe observou e aprendeu os costumes dos brancos. Wagluhe foi considerado pelo Exército dos EUA e agentes de polícia indianos como a tribo mais progressista de Lakota e muitos se tornaram Polícia Indiana, Escoteiros Indianos do Exército com o 4.º Regimento de Cavalaria dos EUA e intermediários com as outras tribos de Lakotas. O Wagluhe formou uma administração civil em Ft. Laramie, e velho chefe Smoke nomearam os chefes Blue Horse e Big Mouth como os primeiros policiais indianos. O Exército dos EUA concluiu que, mesmo que houvesse dúvidas sobre sua confiabilidade, o papel dos Wagluhe como escoteiros, administradores civis e mediadores era absolutamente essencial. Os Wagluhe foram os primeiros Oglala Lakota a transferirem seus filhos para a Carlisle Indian Industrial School em Carlisle, distrito de Pensilvânia, para um ensino formal, e os primeiros a ir com Buffalo Bill e seu grupo nativo de Wild Westers.
Após a Batalha de Little Big Horn e a prisão de Blue Horse, American Horse se tornou o porta-voz e líder da facção progressista na Red Cloud Company e defendeu a cooperação em programas de reforma. American Horse foi influente e enérgico na causa do governo. Quando American Horse emergiu como líder, os indígenas Wagluhe se dividiu em três tribos. Blue Horse permaneceu como chefe de uma tribo, enquanto que American Horse e Three Bears  liderou as outras duas. Red Shirt também era um líder popular e atuou como tenente dos Three Bears. Esses líderes tinham muito em comum. Blue Horse, American Horse, Three Bears e Red Shirt, todos atuaram como Escoteiros Indianos do Exército dos EUA com o 4.º Regimento de Cavalaria dos EUA; foram os primeiros Oglala Lakota a enviar seus filhos para a Carlisle Indian Industrial School em Carlisle, Pensilvânia, para uma educação formal; todos lideraram delegações Lakota a Washington, DC; e foi Wild Westing com Buffalo Bill's Wild West.

## Conferências de paz em Washington
O chefe American Horse foi delegado em muitas conferências de paz em Washington. Durante os tempos tumultuosos de 1865 a 1877, American Horse defendeu ceder ao governo a qualquer custo, sem dúvida convencido da inutilidade da resistência. Isso reprimiu o povo por enquanto e até a morte de Crazy Horse. Na crise precipitada por este evento, American Horse foi novamente influente e enérgica na causa do governo. A partir dessa época, ele se tornou um participante ativo nos assuntos de Teton Sioux. Sempre se destacou por sua eloquência, quase sempre conciliadora, mas sabia dizer coisas muito duras sobre a duplicidade dos brancos. Ele tinha maneiras muito fáceis e era um mestre em réplicas. Lembro-me dele dizendo que "se você tiver que usar chinelos de ouro para entrar no céu do homem branco, nenhum indígena jamais chegará lá, pois os brancos têm as Black Hills e com elas todo o ouro". "Seu histórico como conselheiro de seu povo e sua política na nova situação que o confrontava era viril e consistente."

## Os povos Wild Westing

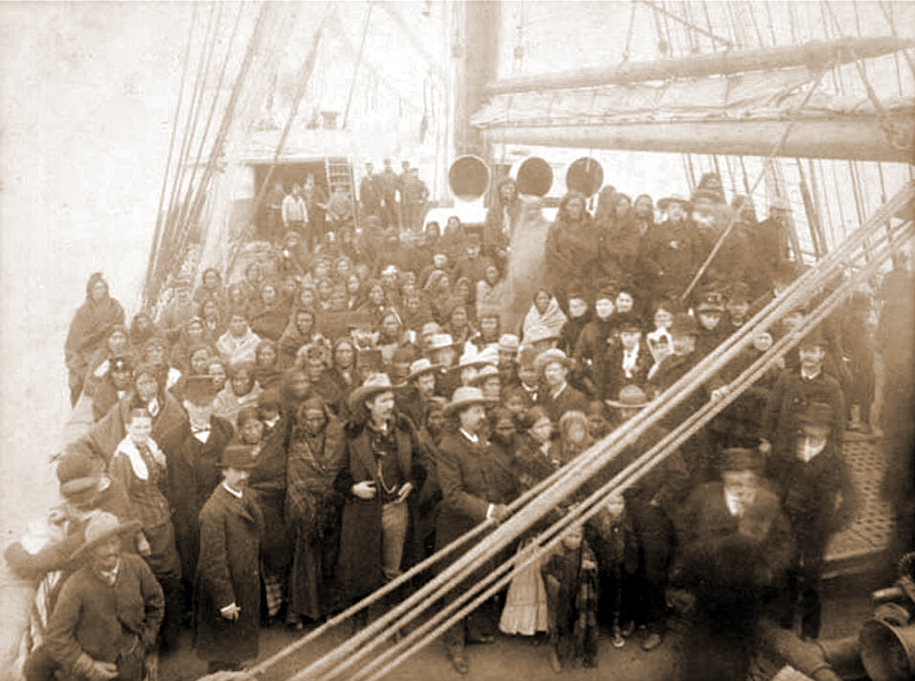
Em março de 1887, os chefes Blue Horse, American Horse, Red Shirt, e seus familiares embarcaram iniciaram uma nova jornada para o povo Lakota quando cruzaram o mar para a Inglaterra com Buffalo Bill para se apresentar no Jubileu de Ouro da Rainha Vitória.

Os povos Wild Westing era muito popular entre o povo Lakota e benéfico para suas famílias e comunidades, e oferecia um caminho de oportunidade e esperança durante o tempo em que as pessoas acreditavam que os nativos americanos eram uma raça em extinção cuja única esperança de sobrevivência era a rápida transformação cultural. Entre 1887 e a Primeira Guerra Mundial, mais de mil nativos americanos, intitulado Wild Westing, foram com Buffalo Bill's Wild West. A maioria dos Wild Westers eram Oglala Lakota de Pine Ridge, Dacota do Sul, o primeiro povo Lakota a ir para o Wild Westing. Durante uma época em que o Bureau of Indian Affairs tinha a intenção de promover a assimilação nativa, o Cel. Buffalo Bill Cody usou sua influência com funcionários do governo dos Estados Unidos para garantir artistas nativos americanos para seu Velho Oeste.
Em 1886, American Horse substituiu Sitting Bull como atração principal indiana nas temporadas de 1886–1887. Um jornalista perguntou a American Horse o que achava do Oriente e ele respondeu: "Vejo tantas coisas maravilhosas e estranhas que sinto vontade de sair para a floresta e cobrir minha cabeça com um cobertor, para não ver mais nada. mais e ter a chance de pensar sobre o que vi." Em 31 de março de 1887, os chefes American Horse, Blue Horse, Red Shirt e seus familiares embarcaram no SS State of Nebraska na cidade de Nova Iorque, liderando uma nova jornada para o povo Lakota quando cruzaram o mar para a Inglaterra no primeiro navio de Buffalo Bill. internacional para se apresentar no Jubileu de Ouro da Rainha Vitória e fazer uma turnê por Birmingham, Salford e Londres durante um período de cinco meses. A comitiva consistia em 97 indígenas, 18 búfalos, 2 veados, 10 alces, 10 mulas, 5 novilhos do Texas, 4 burros e 108 cavalos.
Buffalo Bill tratou os funcionários nativos americanos como iguais aos cowboys brancos. Wild Westers recebiam bons salários, transporte, moradia, comida abundante e presentes de roupas e dinheiro de Buffalo Bill no final de cada temporada. Wild Westers foram empregados como artistas, intérpretes e recrutadores. Os homens tinham dinheiro no bolso e para suas famílias na reserva. As artistas femininas recebiam um pagamento extra para bebês e crianças e complementavam os salários fazendo e vendendo artesanato Lakota. Os shows contrataram veneráveis indígenas mais velhos para aparecer nos desfiles para garantir que os jovens agissem com consideração e polidez ao visitar as comunidades anfitriãs, e as regras eram autopoliciadas pelos chefes Oglala Lakota tradicionais e ex-escoteiros indígenas do Exército dos EUA. Conhecidos como "Show Indians", os Oglala Wild Westers se autodenominam "Oskate Wicasa" ou "Show Man", um título de grande honra e respeito. Desde 1887, o Wild Westing é uma tradição familiar com várias centenas de famílias de Pine Ridge, e a tradição da comunidade do Wild Wester não é diferente da tradição das famílias e comunidades do circo. Os filhos de American Horse, Ben American Horse e Samuel American Horse, eram Carlisle Wild Westers e intérpretes.

## Escola Industrial Indígena de Carlisle

### História

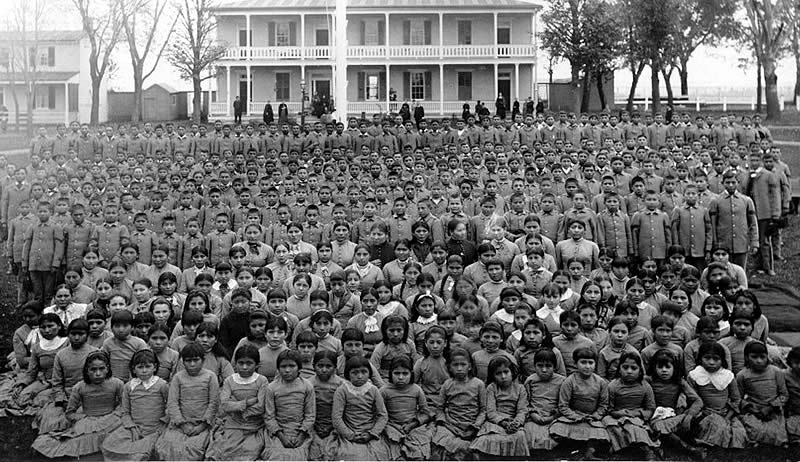
Filhos de líderes Wagluhe frequentaram a primeira classe na Carlisle Indian Industrial School em Carlisle, PA em 1879

A Escola Industrial Indígena de Carlisle em Carlisle, no distrito de Pensilvânia, foi o modelo de internato indiano nos Estados Unidos de 1879 a 1918. Carlisle foi o primeiro internato indígena localizado longe da reserva, em um ambiente oriental distante das influências e apoio das culturas nativas. Numa época em que muitos americanos europeus propagavam a ideia de que os nativos americanos eram uma raça em extinção cuja única esperança de sobrevivência era uma rápida transformação cultural, Carlisle oferecia uma forma radical de assimilação por meio da "reeducação". Carlisle foi fundada com base no princípio de que, se os brancos pudessem "matar o indígena", eles poderiam "salvar o homem". Crianças nativas americanas foram retiradas (à força, em muitos casos, de seus pais e comunidades de origem) e foram treinadas para falar, agir e se comportar como brancos, para que pudessem agir como servos de famílias brancas. Essas crianças nativas americanas foram imersas na cultura branca e proibidas de expressar aspectos linguísticos, culturais, espirituais ou físicos de sua cultura nativa enquanto aprendiam algumas habilidades acadêmicas, mas principalmente servis e comerciais. Ao longo dos anos, Carlisle evoluiu de uma escola de comércio industrial para uma escola preparatória com dotações e professores exclusivos. Frequentar Carlisle foi considerado por alguns nativos americanos como ir para Yale, Princeton ou Cambridge, e a tradição familiar dos ex-alunos de Carlisle como "estilo Harvard" é de orgulho e histórias de oportunidade e sucesso. Para muitos outros, Carlisle foi a base para desapropriação cultural pessoal, separação familiar e perda de identidade. Carlisle foi uma escola única e produziu uma nova geração de líderes nativos americanos.

### Capitão Pratt e American Horse

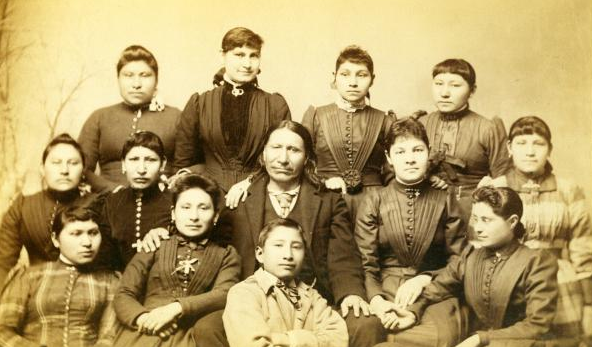
American Horse em Carlisle, 1882, e sua filha Maggie Stands Looking com outros alunos e professores indianos. Maggie Stands Looking foi uma das alunas modelo do Capitão Pratt

American Horse foi um dos primeiros defensores da educação para os povos indígenas, e seu filho Samuel e seu sobrinho Robert estavam entre os primeiros alunos de Carlisle. Enquanto recrutava em Pine Ridge, o capitão Richard Henry Pratt encontrou forte oposição de Red Cloud, que desconfiava da educação dos brancos e que não tinha filhos em idade escolar. Mas Pratt não pôde deixar de notar que American Horse "tinha um grande interesse" no que ele tinha a dizer. American Horse tornou-se um influente político tribal e era o chefe de uma grande família com duas esposas e pelo menos dez filhos. Ele havia se tornado um homem sofisticado que habilmente negociou seu caminho entre a tradicional sociedade Lakota e a nova sociedade branca que o cercava. Além disso, tornou-se um político astuto e sua amizade com os brancos era um cálculo para obter concessões para si e para seu povo. Acima de tudo, American Horse se orgulhava de sua sagacidade. Era evidente para ele que sua prole teria de lidar com os brancos, e talvez até mesmo viver com eles, gostassem ou não. American Horse concordou em enviar dois filhos e uma filha para a primeira classe: Ben American Horse, Samuel American Horse e Maggie Stands Looking. Charles A. Eastman relembrou: "Suas filhas eram as garotas indígenas de sangue puro mais bonitas que já vi."

### Maggie Stands Looking

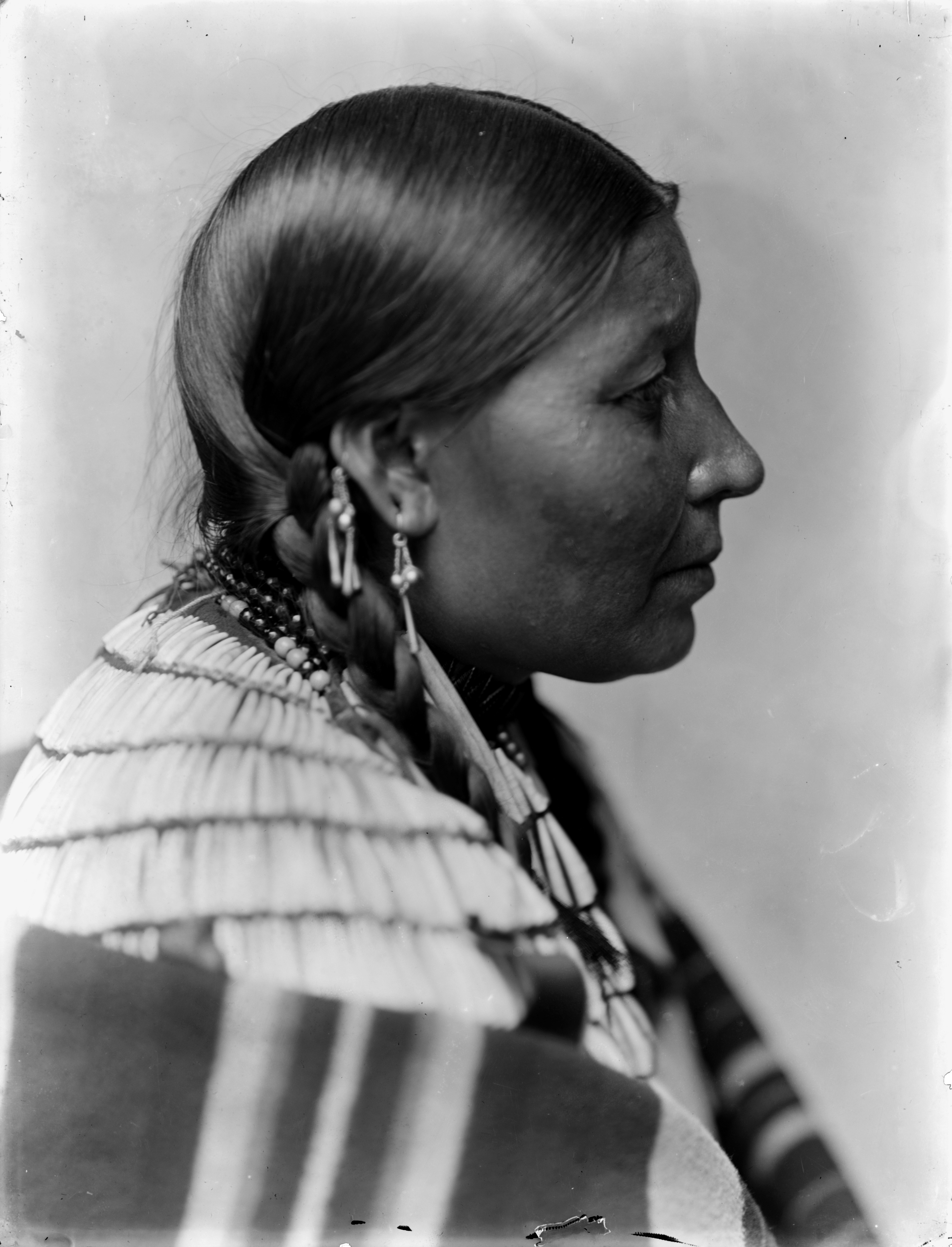
Esposa do American Horse, Dakota Sioux, (foto de Gertrude Käsebier em 1900)

Maggie Stands Looking foi uma das alunas modelo do Capitão Pratt. Maggie ditou esta carta a um intérprete para publicação: "Carlisle Barracks, PA, 24 de janeiro de 1881. Meu querido pai: AMERICAN HORSE:- Eu quero te dizer uma coisa, e isso me deixa muito feliz. Você me diz que meu irmão é casado e isso me deixa muito feliz. Meus primos, irmãos e eu estamos todos muito bem na Carlisle School. Gostaríamos de vê-lo novamente. Estou sempre feliz aqui, mas ultimamente às vezes me sinto mal, porque você me diz que meu avô está ficando muito velho. Diga-me como estão meus irmãos. Eu gostaria de ver a foto da esposa do meu irmão. Diga ao meu irmão Two-Dogs para me escrever novamente. O pai de Miss Hyde morreu há duas semanas e lamento muito. Lembro-me de todos os meus amigos. Se você não responder logo à minha carta, vou me sentir mal. Nem sempre respondo sua carta logo, mas é porque não posso escrever. Assim que eu conseguir escrever sozinho, escreverei sempre que puder. Diga a Brave Bull que Dora (cachimbo dela) está um pouco doente, mas agora está bem. Diga se meu avô está bem. Se ele ficar doente me diga. Você escreveu para meu primo Robert e disse a ele que tinha uma casa para morar, muitos porcos, vacas e coisas assim, e fiquei muito feliz. Você tem a casa de um homem branco para morar agora e estou ansioso para aprender tudo o que puder, para que eu possa voltar para casa e morar com você. Ouvi dizer que eles têm uma grande escola lá fora e isso me deixa muito feliz. Se puder, volte, e me diga se pode voltar, quando. Eu quero te dizer que mais algumas meninas e meninos vieram aqui. Vinte e cinco. Quinze deles são meninas. Há muitos de nós aqui agora, e o Cap. Pratt é muito gentil conosco. Isso é tudo que eu quero dizer agora. Dê meu amor a todos os meus amigos. Sua filha, Maggie Stand-Looking."
Maggie Stands Looking estava entre a primeira onda de crianças trazidas de Rosebud. De acordo com Pratt em seu livro, "Battlefield and Classroom", Maggie teve dificuldade em se ajustar às demandas de seu novo estilo de vida em Carlisle. Certa vez, ela deu um tapa na Srta. Hyde, a matrona, quando Hyde insistiu que Maggie arrumasse sua cama todos os dias e mantivesse seu quarto limpo. Em vez de retaliar, Miss Hyde manteve sua posição e Maggie concordou. Como a maioria dos alunos de Carlisle, Maggie estava matriculada no Outing Program. Em vez de devolver as crianças índias para suas famílias durante os meses de verão, o processo de destribalização continuou, colocando-as para aluguel com famílias não índias. Após sua chegada à sua casa de campo, Maggie escreveu esta carta ao superintendente:
"Caro Capitão Pratt: O que devo fazer? Estou aqui há duas semanas e não tomo banho. Essas pessoas não têm lugar para banho. Sua filha da escola, MAGGIE STANDS LOOKING" Pratt a aconselhou a fazer como havia feito na fronteira (...) [depois] de encher uma bacia com água e "esfregar-me bem, tomei um banho que me fez sentir tão bem quanto pular em um rio." Ele assinou sua carta – "Seu amigo e pai da escola", RH Pratt.

### Carlisle Wild Westers
Como Ben American Horse e Samuel American Horse, muitos povos Oglala Lakota Wild Westers, da Reserva Pine Ridge, Dakota do Sul frequentaram Carlisle. Carlisle Wild Westers foram atraídos pela aventura, pagamento e oportunidade e foram contratados como artistas, acompanhantes, intérpretes e recrutadores. Wild Westers de Pine Ridge matricularam seus filhos na Escola Industrial Indígena de Carlisle desde o seu início em 1879 até seu fechamento em 1918. Em 1879, os líderes chefes Blue Horse, American Horse e Red Shirt, de Oglala Lakota, matricularam seus filhos na primeira classe em Carlisle. Eles queriam que seus filhos aprendessem inglês, habilidades comerciais e costumes brancos. "Aquelas primeiras crianças Sioux que vieram para Carlisle não poderiam ter sido felizes lá. Mas era sua única chance de futuro." Luther Standing Bear foi ensinado a ser corajoso e sem medo de morrer, e deixou a reserva para atender Carlisle e fazer alguma ação corajosa para trazer honra para sua família. O pai de Standing Bear celebrou o ato de coragem de seu filho convidando seus amigos para uma reunião e distribuiu sete cavalos e todos os produtos de sua loja de secos e molhados.

## Movimento indígena Dança dos Fantasmas

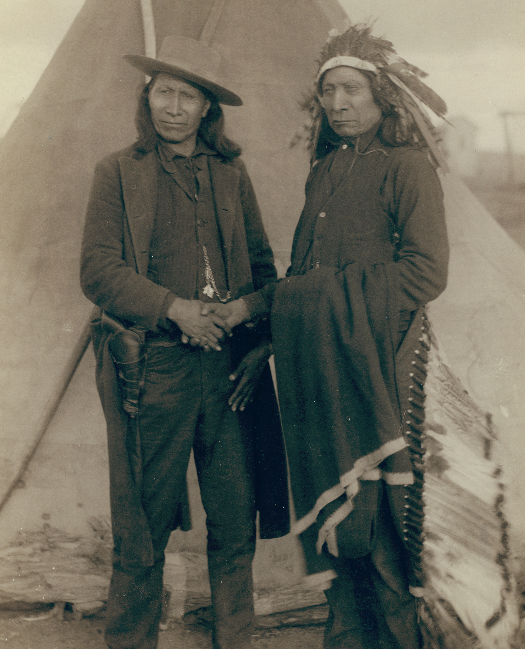
American Horse (à esquerda) e Red Cloud, (à direita), 1891. American Horse era genro de Red Cloud

"Foi durante a última luta de seu povo, na época da mania do Messias em 1890–1891 que American Horse demonstrou como nunca antes a verdadeira grandeza do homem. Enquanto muitos de seus amigos foram levados pelo novo pensamento, ele se manteve distante e advertiu sua tribo a fazer o mesmo. Quando se desenvolveu em uma extensa revolta entre as nações, ele tomou sua posição positiva contra isso. Atualmente, todos os indígenas que não faziam parte do movimento Dança dos Fantasmas receberam ordens de entrar no acampamento na Agência Pine Ridge. American Horse foi o primeiro a trazer seu povo. Eu estava lá na época e conversava com ele diariamente. Quando Little foi preso, foi acordado entre os descontentes que ele resistisse, o que significava que seria maltratado. Essa seria a desculpa para atacar a polícia indiana, o que provavelmente levaria a um massacre ou surto geral. Eu sei que esse movimento desesperado foi contestado desde o início pela American Horse, e acreditava-se que sua vida estava ameaçada."
"No dia da "Grande Edição", quando milhares de indígenas estavam reunidos no local, esse tal de Little, que estava escondido, caminhou corajosamente entre eles. Claro que a polícia iria prendê-lo assim que o visse, e ele foi levado para a guarita. Ele lutou com eles, mas foi dominado. Uma multidão de guerreiros correu para resgatá-lo, e houve confusão e um grito geral de "Apresse-se com eles! Mate todos!" Eu vi American Horse sair do escritório do agente e enfrentar calmamente a multidão excitada. "O que você vai fazer?" ele perguntou. "Parem, homens, parem e pensem antes de agir! Você matará seus filhos, suas mulheres, sim, destruirá sua nação hoje?" Ele ficou diante deles como uma estátua e os homens que mantinham os dois policiais indefesos pararam por um instante. Ele continuou: "Você é corajoso hoje porque supera em número os homens brancos, mas o que fará amanhã? Existem ferrovias em todos os lados de você. Os soldados virão de todas as direções aos milhares e o cercarão. Você tem pouca comida ou munição. Será o fim do seu povo. Pare, eu digo, pare agora!" Jack Red Cloud, filho do velho chefe, correu até ele e enfiou um revólver quase em seu rosto. "São vocês e homens como vocês", gritou ele, "que reduziram nossa raça à escravidão e à fome!" American Horse não vacilou, mas deliberadamente voltou a entrar no escritório, seguido por Jack ainda brandindo a pistola. Mas sua aparição oportuna e eloquência salvaram o dia. Outros policiais tiveram tempo de chegar ao local, e com uma grande multidão de amigos indígenas tomaram conta da situação. Quando entrei no escritório, encontrei-o sozinho, mas aparentemente bastante calmo. "Onde estão o agente e os funcionários?" Perguntei. "Eles fugiram pela porta dos fundos", respondeu ele, sorrindo. "Eu acho que eles estão no porão. Esses idiotas lá fora quase nos pegaram dormindo, mas acho que acabou agora."

## Primeiro desfile inaugural de Theodore Roosevelt em 1905

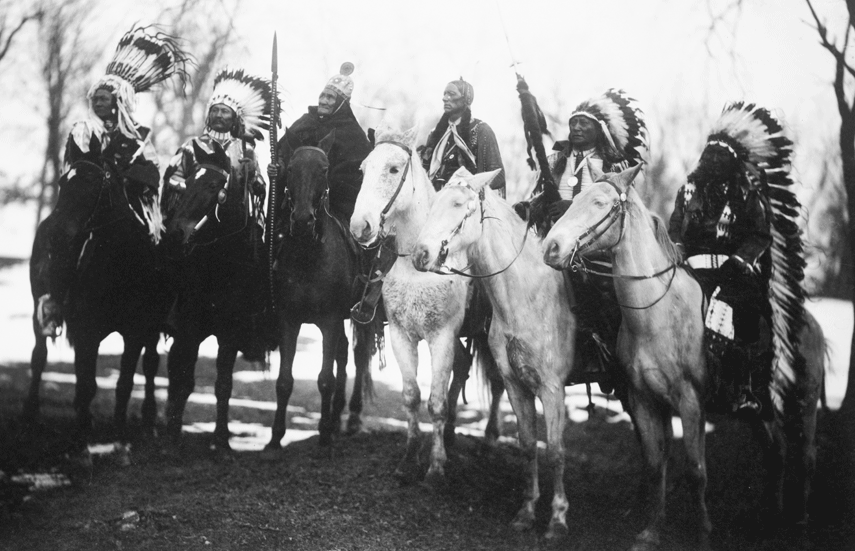
Seis líderes tribais (da esquerda para a direita) Little Plume, Buckskin Charley, Geronim, Quanah Parker, Hollow Horn Bear e American Horse a cavalo em traje cerimonial

Em 4 de março de 1905, Wild Westers e Carlisle retrataram imagens contrastantes de nativos americanos no primeiro desfile inaugural de Theodore Roosevelt. Seis chefes nativos americanos famosos, Geronimo (Apache), Quanah Parker (Comanche), Buckskin Charlie (Ute), American Horse (Sioux), Hollow Horn Bear (Sioux) e Little Plume (Blackfeet), reuniram-se em Carlisle, Pensilvânia, para ensaiar o desfile com os Carlisle Cadets and Band. Theodore Roosevelt sentou-se no camarote presidencial com sua esposa, filha e outros convidados ilustres, e observou os cadetes de West Point e a famosa 7.ª Cavalaria, Gen. A antiga unidade de George A. Custer que lutou na Batalha de Little Bighorn marcha pela Pennsylvania Avenue. Quando o contingente de Wild Westers e Carlisle Cadets and Band apareceu, o presidente Roosevelt renunciou vigorosamente ao seu chapéu e todos no camarote do presidente se levantaram para contemplar as poderosas imagens dos seis famosos chefes nativos americanos a cavalo adornados com pintura facial e elaborados cocares de penas, seguidos pela Carlisle Indian School Band de 46 peças e uma brigada de 350 Carlisle Cadets em armas. Liderando o grupo estava Geronimo, em traje completo Apache incluindo pintura de guerra, montado em seu cavalo, também em pintura de guerra, no centro da rua. Foi relatado que: "Os chefes criaram uma sensação, eclipsando o simbolismo pretendido de uma formação de 350 alunos uniformizados de Carlisle liderados por uma tribo marcial" e "todos os olhos estavam voltados para os seis chefes, os cadetes receberam menção passageira nos jornais e ninguém se preocupou em fotografá-los."

## Major Israel McCreight

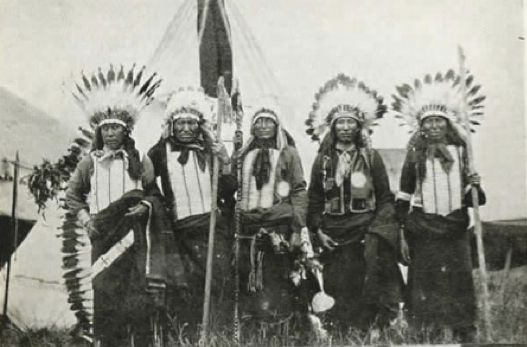
Da esquerda para a direita: chefes Oglala Lakota Lone Bear, American Horse, Iron Tail, Iron Cloud e Whirlwind. Du Bois, PA., em 22 de junho de 1908

O Chefe American Horse sempre foi um convidado bem-vindo no Wigwam, a casa do Major Israel McCreight em Du Bois, Pensilvânia. Wigwam era um refúgio para políticos, empresários, jornalistas e aventureiros da Era Progressista; a casa oriental de Oglala Lakota "Oskate Wicasa"; A segunda casa do chefe Flying Hawk por trinta anos e um centro de patrimônio nativo americano. Du Bois, um centro ferroviário no centro-norte na Divisão Continental Oriental, sempre foi uma parada de descanso bem-vinda para viajantes cansados. Os povos de Wild Westers precisavam de um lugar para relaxar, e Wigwam era um lar caloroso e bem-vindo, onde os povos podiam ser indígenas, dormir em peles de búfalo e tipis, caminhar na floresta, tomar um café da manhã farto, fumar cachimbo e contar suas histórias e feitos. Em uma ocasião, 150 indígenas do Velho Oeste de Buffalo Bill's acamparam nas florestas de Wigwam. American Horse, Blue Horse, Jim Grass, Whirlwind Horse, Turkey Legs, Lone Bear, Iron Cloud, Bear Dog, Yellow Boy, Rain-In-The-Face, Hollow Horn Bear, Kills-Close-To-Lodge, Red Eagle, Good Face (Eta Waste), Benjamin Brave (Ohitika) e Thunder Bull visitaram The Wigwam. Os lendários Crow Chiefs Plenty Coups e Crow Dog também foram visitantes bem-vindos. Em 22 de junho de 1908, McCreight foi adotado como chefe honorário do povo Oglala Lakota e nomeado "Cante Tanke ("Grande Coração"). Na ocasião, William "Buffalo Bill" Cody estava em Du Bois, na Pensilvânia, com o Congresso do Velho Oeste de Rough Riders. Doze mil pessoas por dia assistiam às apresentações de Cody's Wild West e 150 Oglalas estavam na cidade com 150 pôneis. A cerimônia foi realizada pelo chefe Iron Tail reunido na tenda de Buffalo Bill e com a presença do Chief American Horse, Chief Lone Bear, Chief Whirlwind Horse e 100 Oglala Lakota Wild Westers.

## A contagem de inverno de American Horse
Chefe American Horse era um historiador Lakota e escreveu uma "contagem de inverno" que manteve em um pedaço de pano cobrindo mais de cem anos da história Lakota, 1775–1878. Os anos Lakota são concebidos como se estendendo desde a primeira neve de um inverno até a primeira neve do inverno seguinte. Os anos recebem nomes com base em um evento significativo ou único que seria fácil de lembrar. Por exemplo, a  contagem de inverno do chefe Flying Hawk's de 1866 registra o Incidente Fetterman durante a Guerra de Red Cloud como Wasicu opawinge wica ktepi, ou "Eles mataram cem homens brancos". Da mesma forma, 1876 é Marpiya llute sunkipi, ou "Eles pegaram cavalos de Red Cloud" (o Exército dos EUA fez após a Batalha de Little Big Horn); 1877 é Tasunka witko ktepi, ou "Quando eles mataram Crazy Horse"; e 1890 é Si-tanka ktepi, ou "Quando eles mataram o Pé Grande" (o Massacre do Joelho Ferido). Em 1879, American Horse desenhou a contagem de inverno em um caderno de esboços a pedido de William H. Corbusier, um cirurgião do Exército. Corbusier o enviou ao Smithsonian Institution junto com uma explicação dos anos fornecida pelo guardião. American Horse disse que a contagem de inverno foi mantida em sua família por gerações, passada de seu avô para seu pai, para ele. American Horse nasceu no ano em que roubaram muitos cavalos dos Flatheads, ou 1840–1841.

## Morte
Chief American Horse morreu de causas naturais em sua casa perto de Kyle, Pine Ridge, Dacota do Sul em 16 de dezembro de 1908. Sua morte está registrada no calendário "No Ears" para o ano de 1908–1909.